# Landolfo III di Benevento
Landolfo III (... – 968) è stato un principe longobardo che governò, in co-reggenza con il fratello Pandolfo Testadiferro, i principati di Capua (come Landolfo V) e Benevento, dal 959 al 968.

## Biografia
Figlio cadetto del principe longobardo Landolfo II, regnò assieme al fratello Pandolfo Testadiferro. Dal 959 (dal 943 Pandolfo) al 961 furono co-reggenti di Landolfo II; dal 961 rimasero co-reggenti solo i due fratelli Landolfo e Pandolfo. 
Il potere effettivo restò però nelle mani di Pandolfo, il maggiore, anche se il Chronicon Salernitanum parla comunque di co-reggenza e riporta il principio dell'indivisibilità del dominio unito di Benevento e Capua:
(Chronicon Salernitanum)
Benché più giovane, Landolfo morì prima del fratello, nel 968 o nel 969.
Lasciò due figli, Pandolfo e Landolfo.

## Ascendenza
|                           |   |                       | Genitori               |  |  | Nonni |  |  | Bisnonni            |  |  | Trisnonni           |  |
|                           |   |                       |                        |  |  |       |  |  | Atenolfo I di Capua |  |  | Landenolfo di Teano |  |
|                           |   |                       |                        |  |  |       |  |  | Atenolfo I di Capua |  |  | Landenolfo di Teano |  |
|                           |   | …                     |                        |  |  |       |  |  | Atenolfo I di Capua |  |  |                     |  |
| Landolfo I di Benevento   |   |                       |                        |  |  |       |  |  | Atenolfo I di Capua |  |  |                     |  |
|                           |   | Sichelgaita di Gaeta  | …                      |  |  |       |  |  |                     |  |  |                     |  |
|                           |   | Sichelgaita di Gaeta  | …                      |  |  |       |  |  |                     |  |  |                     |  |
|                           |   | Sichelgaita di Gaeta  | …                      |  |  |       |  |  |                     |  |  |                     |  |
| Landolfo II di Benevento  |   | Sichelgaita di Gaeta  |                        |  |  |       |  |  |                     |  |  |                     |  |
|                           |   | Atanasio II di Napoli | Gregorio III di Napoli |  |  |       |  |  |                     |  |  |                     |  |
|                           |   | Atanasio II di Napoli | Gregorio III di Napoli |  |  |       |  |  |                     |  |  |                     |  |
|                           |   | Atanasio II di Napoli | …                      |  |  |       |  |  |                     |  |  |                     |  |
| Gemma di Napoli           |   | Atanasio II di Napoli |                        |  |  |       |  |  |                     |  |  |                     |  |
|                           |   | …                     | …                      |  |  |       |  |  |                     |  |  |                     |  |
|                           |   | …                     | …                      |  |  |       |  |  |                     |  |  |                     |  |
|                           |   | …                     | …                      |  |  |       |  |  |                     |  |  |                     |  |
| Landolfo III di Benevento |   | …                     |                        |  |  |       |  |  |                     |  |  |                     |  |
|                           | … | …                     |                        |  |  |       |  |  |                     |  |  |                     |  |
|                           | … | …                     |                        |  |  |       |  |  |                     |  |  |                     |  |
|                           | … | …                     |                        |  |  |       |  |  |                     |  |  |                     |  |
| …                         | … |                       |                        |  |  |       |  |  |                     |  |  |                     |  |
|                           |   | …                     | …                      |  |  |       |  |  |                     |  |  |                     |  |
|                           |   | …                     | …                      |  |  |       |  |  |                     |  |  |                     |  |
|                           |   | …                     | …                      |  |  |       |  |  |                     |  |  |                     |  |
| Yvantia                   |   | …                     |                        |  |  |       |  |  |                     |  |  |                     |  |
|                           |   | …                     | …                      |  |  |       |  |  |                     |  |  |                     |  |
|                           |   | …                     | …                      |  |  |       |  |  |                     |  |  |                     |  |
|                           |   | …                     | …                      |  |  |       |  |  |                     |  |  |                     |  |
| …                         |   | …                     |                        |  |  |       |  |  |                     |  |  |                     |  |
|                           |   | …                     | …                      |  |  |       |  |  |                     |  |  |                     |  |
|                           |   | …                     | …                      |  |  |       |  |  |                     |  |  |                     |  |
|                           |   | …                     | …                      |  |  |       |  |  |                     |  |  |                     |  |
|                           |   | …                     |                        |  |  |       |  |  |                     |  |  |                     |  |

### Fonti primarie
- Chronicon Salernitanum

### Letteratura storiografica
- Sergio Rovagnati, I Longobardi, Milano, Xenia, 2003, ISBN 8872734843.

- Mario Caravale (a cura di), Dizionario Biografico degli Italiani, vol. LXIII (Labroca – Laterza), Roma, Istituto della Enciclopedia Italiana, gennaio 2004, EAN: 9786001485565.